# Pseudamiinae
Pseudamiinae zijn een onderfamilie van straalvinnige vissen uit de familie van kardinaalbaarzen (Apogonidae).

## Taxonomie
De volgende geslachten zijn bij de onderfamilie ingedeeld:
- Pseudamia Bleeker, 1865[2]